# San Jose (Nueva Ecija)
San Jose (ceb. Dakbayan sa San Jose, ilokański Ciudad ti San Jose, tagalski Lungsod ng San Jose) – miasto na Filipinach, w środkowej części wyspy Luzon, w prowincji Nueva Ecija w regionie Luzon Środkowy. Według spisu ludności z maja 2020 roku, zamieszkiwało je 150 917 mieszkańców.